# بريان ستيوارت
بريان ستيوارت (بالإنجليزية: Bryanne Stewart)‏ مواليد 9 ديسمبر 1979 في سيدني، هي لاعبة كرة مضرب أسترالية سابقة بدأت مسيرتها كمحترفة سنة 1998 وكانت تلعب باليد اليمنى، اعتزلت اللعب في 2009. أعلى تصنيف لها في الفردي كان المركز الـ 135 في سنة 2002.

## النهائيات

### الزوجي (4) (3-1)
| الحصيلة | الرقم | التاريخ        | الدورة             | الأرضية  | الشريك         | المنافس                         | النتيجة          |
| ------- | ----- | -------------- | ------------------ | -------- | -------------- | ------------------------------- | ---------------- |
| الوصافة | 1.    | 16 فبراير 2003 | كأس سيليورال ساوث  | صلبة (i) | إلينا جيدكوفا  | ساوري أوباتا أكيكو موريجامي     | 1–6, 1–6         |
| الفوز   | 1.    | 15 يناير 2005  | بطولة سيدني للتنس  | صلبة     | سامانثا ستوسور | إيلينا ديمنتييفا أي سوجياما     | انتصار سهل       |
| الفوز   | 2.    | 10 أبريل 2005  | بطولة جزيرة اميليا | ترابية   | سامانثا ستوسور | كفيتا بيشكه باتي شنايدر         | 6–4, 6–2         |
| الفوز   | 3.    | 24 فبراير 2007 | ممفيس              | سجاد     | نيكول برات     | أكيكو موريجامي جارملا غاجدوسوفا | 7–5, 4–6, [10–5] |

## روابط خارجية
- بريان ستيوارت على موقع رابطة محترفات التنس (الإنجليزية)
- بريان ستيوارت على موقع الاتحاد الدولي لكرة المضرب (الإنجليزية)
- بريان ستيوارت على موقع كأس بيلي جين كينغ (الإنجليزية)
- بريان ستيوارت على موقع اتحاد التنس الأسترالي (الإنجليزية)
- بريان ستيوارت على موقع خلاصة التنس.كوم (الإنجليزية)
- بريان ستيوارت على موقع إي إس بي إن.كوم (الإنجليزية)